# Florencia Otero
Arcángela María Florencia Otero Ramos (San Justo, La Matanza, provincia de Buenos Aires; 11 de julio de 1989) es una actriz y cantante argentina. Adquirió reconocimiento por sus papeles teatrales en Rent (2008), Despertar de primavera (2010), Casi normales (2011-2012), Tango Feroz (2013), Franciscus, una razón para vivir (2016) y El violinista en el tejado (2018), mientras que en televisión se destacó en Frecuencia 04 (2004), Mujeres de nadie (2007-2008), La maga y el camino dorado (2008-2009), Alguien que me quiera (2010) y Las Estrellas (2017).

## Carrera profesional
Inició su carrera como actriz en la obra teatral Los miserables (2000), donde interpretó a Cosette, y a la cual le siguieron Brilla la luz (2002), El principito (2002-2003), Hechos de los apóstoles (2005), El príncipe azul de Cenicienta (2006) y La metamorfosis (2007). En televisión, tuvo una breve participación en el programa Dadyvertido	(2001) y prestó su voz para la película animada Dibu 3, la gran aventura (2002). Pero no fue hasta en 2004, donde consiguió el papel protagónico en la serie Frecuencia 04 de Telefe. Al año siguiente fue parte de la telenovela Paraíso rock y anteriormente realizó el doblaje de voz para las películas Patoruzito y Los Increíbles. En 2006, nuevamente participó de la saga Patoruzito, prestando su voz para el personaje de Malén en Patoruzito 2, la gran aventura. Ese mismo año, fue conductora de Disney Planet y Zapping Zone emitidos por Disney Channel.
En 2007, Otero se une al elenco principal de la telenovela Mujeres de nadie, donde interpretó a Eugenia Gutiérrez. Posteriormente, realizó el doblaje de la película argentina Valentina y protagonizó la comedio musical Rent en el Teatro Ciudad Cultural Konex. Al mismo tiempo, Florencia protagonizó la serie infantil La maga y el camino dorado de Nickelodeon y fue partícipe de varios conciertos musicales junto a Germán Tripel en distintos teatros y cafés.
A partir de 2010, cobró gran notoriedad al integrar el elenco principal de la obra teatral Despertar de primavera, por la cual recibió nominaciones a los premios ACE y premios Hugo como mejor actriz en musical y ese año formó parte de la ficción Alguien que me quiera. Entre 2011 y 2012, enfocó su carrera en el teatro conformando los elencos de El flautista de Hamelin (2011, 13), Noche de reyes (2011), Embarazados (2011), Casi normales (2011-2012) y Mambrú vuelve de la guerra (2012), por algunas de estas obras recibió numerosas nominaciones a diferentes premios del teatro. Durante ese periodo, Otero formó parte de las cintas cinematográficas Los elegidos (2011), Desmadre (2012) y El grito en la sangre (2012).

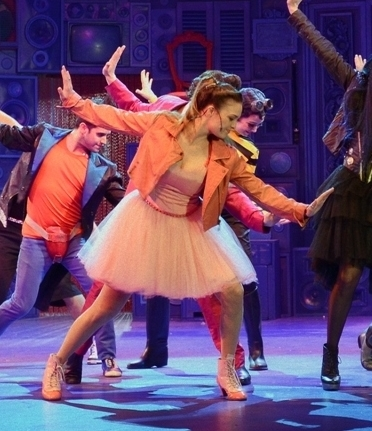
Otero en una función de La nota mágica (2014)

En 2013, fue la protagonista del musical Tango feroz y en televisión participó de las ficciones Jorge y Solamente vos. En 2014, Florencia nuevamente se avocó al teatro siendo parte de las obras teatrales La nota mágica, Como les guste y Oz, en concierto, sin embargo, siguió trabajando en el cine participando de la película Yo se lo que envenena. En 2015, realizó espectáculo musicales donde desplegaba su talento como cantante en Oteros en cinta y Damas & sres del musical.
Seguidamente, Florencia protagonizó Franciscus, una razón para vivir y Los últimos 5 años en el teatro. En 2017, volvió a la televisión, interpretando a Elena en la telenovela Las Estrellas de El trece y formó parte de Reencuentros, un especial televisivo de Fundación Huésped. Ese año, en teatro integró los elencos de Quién retiene a quién y  Murder Ballad. En 2018, actuó en la obras teatrales Rapunzel y El violinista en el tejado.
En 2019, Otero se destacó en distintos papeles teatrales en las obras Desencantadas, No hagas eso, hablemos! y La habitación de Verónica. Poco después, protagonizó en streaming las piezas teatrales Lucía en el mundo de María Elena y Maestras en pandemia. En 2021, Otero estelarizó el programa infantil TAF, taller fantástico en el papel de Pali. Más tarde, se unió al elenco de la obra Madres, el musical, en el cual interpretó a Nina.

## Vida personal
Desde 2011, se encuentra casada con el actor y cantante de Mambrú Germán Tripel, a quien conoció trabajando en la obra teatral Rent (2008).  En 2015, la pareja tuvo a su primera hija llamada Nina.

## Filmografía

### Cine
| Año  | Título                         | Papel              | Notas             |
| ---- | ------------------------------ | ------------------ | ----------------- |
| 2002 | Dibu 3, la gran aventura       | Varios             | Voz de coro       |
| 2004 | Patoruzito                     | Malén              | Voz               |
| 2004 | Los Increíbles                 | Violeta Parr       | Doblaje argentino |
| 2006 | Patoruzito 2, la gran aventura | Malén / Hada Limay | Voz               |
| 2008 | Valentina, la película         | Valentina          | Voz               |
| 2008 | Amado obituario                |                    | Cortometraje      |
| 2009 | No están juntos                | Sofía              | Cortometraje      |
| 2011 | Diablillos estelares           | Leda               | Cortometraje      |
| 2012 | Desmadre                       | Carla              |                   |
| 2013 | Yo se lo que envenena          | Soledad            |                   |
| 2014 | El grito en la sangre          | Lucía              |                   |
| 2014 | Los elegidos                   | Estela             |                   |
| 2015 | Anhelo de ser                  | Mariana            | Cortometraje      |
| 2023 | Los bastardos                  | Karina             |                   |
| 2023 | Alma                           | Alma               |                   |

### Televisión
| Año       | Título                     | Papel                 | Notas                                    |
| --------- | -------------------------- | --------------------- | ---------------------------------------- |
| 2001      | Dadyvertido                | Ella misma            |                                          |
| 2004      | Frecuencia 04              | Florencia             |                                          |
| 2005      | Paraíso rock               | Josefina              |                                          |
| 2006      | Disney Planet              | Conductora            | Segmento de Disney Channel               |
| 2006-2007 | Zapping Zone               | Conductora            |                                          |
| 2007-2008 | Mujeres de nadie           | Eugenia Gutiérrez     |                                          |
| 2008-2009 | La maga y el camino dorado | Dorana                |                                          |
| 2010      | Alguien que me quiera      | Lucía                 |                                          |
| 2011      | La ciencia en juego        | Milagros Buonafortuna |                                          |
| 2013      | Duplex                     | Azafata               | Episodio: «El viaje»                     |
| 2013      | Jorge                      | Carolina              |                                          |
| 2013      | Solamente vos              | Exnovia de Rolo       |                                          |
| 2015      | Esperanza mía              | Cantante              | Episodio: «Un amor que no tiene límites» |
| 2017      | Las Estrellas              | Elena                 |                                          |
| 2017      | Reencuentros               | Guillermina           | Especial de Fundación Huésped            |
| 2021      | TAF, taller fantástico     | Pali                  |                                          |
| 2021-2022 | Puente musical             | Conductora            |                                          |

## Teatro
| Año        | Título                           | Papel                | Lugar                                             |
| ---------- | -------------------------------- | -------------------- | ------------------------------------------------- |
| 2000       | Los miserables                   | Cossette / Epónine   | Teatro Ópera                                      |
| 2002       | Brilla la luz                    | Ángel                | Teatro Margarita Xirgu                            |
| 2002-2003  | El principito                    | Rosa                 | Teatro Ópera / Gira nacional                      |
| 2005       | Hechos de los apóstoles          | Sesonia              | Gira nacional                                     |
| 2006       | El príncipe azul de Cenicienta   | Julieta / Cenicienta | Auditorio Bauen                                   |
| 2007       | La metamorfosis                  | Gretel               | Teatro Margarita Xirgu                            |
| 2008       | Rent                             | Mimi Marquez         | Teatro Ciudad Cultural Konex                      |
| 2009       | Hedwig, and the angry inch       | Ytshak               | Teatro Roxy Live                                  |
| 2009       | ¿Quién yo?                       | Abogada              | Teatro El Bululú                                  |
| 2009       | Con‐fusión                       | Cantante             | Velma Café                                        |
| 2010       | ConfusionA2                      | Cantante             | Velma Café                                        |
| 2010       | Despertar de primavera           | Wendla Bergmann      | Teatro Astral                                     |
| 2011, 2013 | El flautista de Hamelin          | Linda                | Teatro Tabarís / Paseo La Plaza                   |
| 2011       | Noche de reyes                   | Viola                | Teatro El Cubo                                    |
| 2011-2014  | Primeras damas del musical       | Ella misma           | Teatro Gran Rex                                   |
| 2011-2012  | Embarazados                      | Mora                 | Teatros La Comedia / Teatro El Cubo / Petit Colón |
| 2011-2012  | Casi normales                    | Natalie Goodman      | Teatro Liceo / Teatro Apolo                       |
| 2012       | Mambrú vuelve de la guerra       | Reina                | Paseo La Plaza                                    |
| 2013       | Tango feroz                      | Mariana              | Teatro Tabarís                                    |
| 2013       | Con nombre de otro               | Ella misma           | Centro Cultural Laoreja Negra                     |
| 2014       | La nota mágica                   | Rita                 | Teatro de la Ribera                               |
| 2014       | Como les guste                   | Celia                | Teatro La Comedia                                 |
| 2014       | Oz, en concierto                 | Dorana               | Auditorium Belgrano                               |
| 2015       | Oteros en cinta                  | Cantante             | Teatro del Picadero                               |
| 2015       | Damas & sres del musical         | Ella misma           | Teatro Gran Rex                                   |
| 2016       | Franciscus, una razón para vivir | Santa Clara          | Teatro Broadway                                   |
| 2016, 2020 | Los últimos 5 años               | Cathy Hiatt          | Maipo Kabaret y Teatro Picadero                   |
| 2017, 2020 | Quién retiene a quién            | Anita Moriarty       | Teatro Metropolitan / Teatro Picadero             |
| 2017       | Murder Ballad                    | Sara                 | Maipo Kabaret                                     |
| 2018       | Rapunzel                         | Rapunzel             | Teatro Metro                                      |
| 2018       | El violinista en el tejado       | Hodel                | Teatro Astral                                     |
| 2019       | Desencantadas                    | Blancanieves         | Teatro Regina                                     |
| 2019       | No hagas eso, hablemos!          | Kati                 | Teatro El Tinglado                                |
| 2019       | La habitación de Verónica        | Susan                | Teatro Picadilly                                  |
| 2019       | Te vi                            | Clienta              | Paseo La Plaza                                    |
| 2019-2020  | Happening                        |                      | La Botica del Ángel                               |
| 2020       | Lucía en el mundo de María Elena |                      | Streaming                                         |
| 2020       | Maestras en pandemia             | Sol                  | Streaming                                         |
| 2021       | Te quiero, sos perfecto, cambiá  |                      | Teatro Astral                                     |
| 2021       | Libre cautiverio                 | Libertad             | Trampolín Play                                    |
| 2021-2022  | Madres, el musical               | Nina                 | Teatro Picadero                                   |
| 2022       | Lo que no existe                 |                      | Teatro Tadron                                     |
| 2022-2023  | La vida ante mis ojos            | Elena                | Centro Cultural San Martín / Teatro Border        |
| 2023       | Terco                            | Cordelia             | Centro Cultural San Martín                        |
| 2024       | Personas, lugares y cosas        | Emma                 | Teatro Sarmiento                                  |
| 2024       | El principito                    | La serpiente         | Teatro Ópera                                      |
| 2025       | Las cosas maravillosas           | Narradora            | Multiteatro Comafi                                |

## Premios y  nominaciones
| Año  | Organización                    | Categoría                                               | Trabajo                          | Resultado | Ref(s)        |
| ---- | ------------------------------- | ------------------------------------------------------- | -------------------------------- | --------- | ------------- |
| 2010 | Premios ACE                     | Mejor actriz en comedia musical                         | Despertar de primavera           | Ganadora  | [ 4 ]         |
| 2010 | Premios Hugo                    | Mejor actriz en musical                                 | Despertar de primavera           | Nominada  | [ 5 ]         |
| 2012 | Premios Florencio Sánchez       | Mejor actriz en musical                                 | Noche de reyes                   | Nominada  | [ 6 ]         |
| 2012 | Premios Hugo                    | Mejor actriz de reparto en musical                      | Casi normales                    | Nominada  | [ 7 ]         |
| 2012 | Premios Hugo                    | Mejor actriz de musical off                             | Embarazados                      | Nominada  | [ 7 ]         |
| 2013 | Premios ACE                     | Mejor actriz en musical y/o music hall                  | Tango feroz                      | Nominada  | [ 8 ]         |
| 2014 | Premios Hugo                    | Mejor actriz en musical infantil y/o juvenil            | La nota mágica                   | Nominada  | [ 9 ]         |
| 2015 | Premios Hugo                    | Mejor Actriz en music hall                              | Oteros en cinta                  | Nominada  | [ 10 ]        |
| 2016 | Premios ACE                     | Mejor actriz en musical, music hall y/o café concert    | Franciscus, una razón para vivir | Nominada  | [ 11 ]        |
| 2018 | Premios Hugo                    | Mejor actriz de reparto                                 | El violinista en el tejado       | Nominada  | [ 12 ]        |
| 2019 | Premios Hugo                    | Mejor actriz en music hall                              | Desencantadas                    | Nominada  | [ 13 ]        |
| 2022 | Premios Estrella de Mar         | Mejor actriz de comedia musical                         | Madres, el musical               | Nominada  | [ 14 ]        |
| 2022 | Premios Hugo                    | Mejor actuación protagónica femenina                    | Madres, el musical               | Nominada  | [ 15 ]        |
| 2024 | Premios ACE                     | Mejor actriz protagónica en drama y/o comedia dramática | Personas, lugares y cosas        | Ganadora  | [ 16 ] [ 17 ] |
| 2024 | Premios ACE                     | Mejor actriz en musical                                 | El principito                    | Nominada  | [ 16 ] [ 17 ] |
| 2025 | Premios Martín Fierro de Teatro | Mejor actriz protagónica oficial                        | Personas, lugares y cosas        | Ganadora  | [ 18 ]        |